# 彰化縣二林鎮育德國民小學
彰化縣二林鎮育德國民小學，是位於臺灣彰化縣二林鎮的學校。學區為外竹里，創校於1970年。座落於二林鎮西南邊，與竹塘鄉交界。

## 沿革
1959年中正國民學校成立外竹分班教室於外竹里。次年里民捐款購地三分於現址充當校地，並發動義務勞動整平校地，並興建教室一間。1961年9月，成立中正國民學校外竹分班，1962年，再興建教室一間，並升格為中正國民學校外竹分校。1963年二林鎮公所購地四分六厘並連以擴充校地，里民再發動義務勞動整平校地，其後不斷增建教室及宿舍。1968年二林鎮公所於校內興建一座外竹里社區活動中心，以提供里民及學校師生活動之用。1970年，原中正國民學校外竹分校正式獨立設校，校名為「育德國民小學」。

## 歷任校長
第一任：謝登       1970年8月--1973年10月   
第二任：程昭江   1973年10月--1976年9月     
第三任：謝燈祿   1976年9月--1982年9月     
第四任：曾華順   1982年9月--1986年8月 
第五任：洪斗       1986年8月--1997年2月
第六任：洪清標   1997年2月--2006年8月
第七任：詹資欄   2006年8月--2010年2月
第八任：楊淙富   2010年2月--2013年2月
第九任：方啟陽   2013年2月--2020年8月
第十任：許瑞芳   2020年8月--2024年8月
第十一任：林志汀  2024年8月--現任中

## 學校特色
育德國小發展藝術教育。新住民藝文教師王莉於2013年開始進駐校園，彩繪圍牆、吉祥物等，並開始於2015年3月於二林鎮圖書館舉辦師生聯合美術展覽。2022年與三民國小、羅厝國小、美豐國小、西勢國小、和東國小等校組成聯盟學校，參與「彰化縣藝術光點-校園藝文攜手計畫」，在巡迴展出臺灣當地藝術家的作品，發展教學模組。
另於校內推動多元學習社團，在地方人士贊助下成立薩克斯風樂團，也由彰化縣足球委員會協助創立足球社團。

## 外部連結
- 彰化縣育德國小臉書粉絲專頁 （页面存档备份，存于）